# William Heffelfinger
William « Pudge » Walter Heffelfinger, né le 20 décembre 1867 à Minneapolis et mort le 2 avril 1954 à Blessing, est un joueur et entraîneur américain de football américain.
Il est considéré comme la première personne à jouer professionnellement au football américain, ayant été payé pour jouer dès 1892.